# Goran Stolevski
Goran Stolevski est un réalisateur et scénariste australien,.

## Filmographie partielle

### Au cinéma
- 2007 : Ambassador (court métrage)
- 2008 : Blood (court métrage)
- 2008 : Picture of a Good Woman (court métrage)
- 2012 : Frankie's Big Heart (court métrage)
- 2015 : Today Is Not the Day (court métrage)
- 2016 : You Deserve Everything (court métrage)
- 2017 : Would You Look at Her (court métrage)
- 2017 : Everything We Wanted (court métrage)
- 2018 : My Boy Oleg (court métrage)
- 2022 : You Won't Be Alone
- 2022 : Of an Age
- 2023 : Housekeeping for Beginners (Domakinstvo za Pocetnici)

### À la télévision
- 2018 : Nowhere Boys (série télévisée, 3 épisodes)